# Linda Lust
Linda Lust, född 1981 i Varberg, är en svensk före detta porrskådespelare. Hon debuterade inom produktion av pornografisk film som 21-åring och var aktiv mellan 2002 och 2006/2007.
Lust debuterade med den svenska produktionen Sötnosar. Under sin relativt korta karriär blev hon en av de mest kända namnen i den relativt lilla svenska pornografiska filmbranschen, och i samband med debuten lanserades hon som "Sveriges nya porrstjärna".
2007 noteras hon även som regissör, för filmen Lindas Lust. På filmen verkade Mike Beck, annars ofta regissör för filmer med Linda Lust, som producent. I filmerna syntes hon ofta vid sidan av Sharon Babe, Emilia, Jessica Lindström och Sandra Sweet.
Därefter avslutade Lust sin medverkan i pornografiska produktioner.

## Filmografi (urval)[1][5]
- Sötnosar (2002; produktion av Svensk Premiär)
- Svenskt på menyn (2002; Max's)
- Freddie's Filthy Fuckers 1 (2003; Freddie's World)
- Lustans lagar (2003)
- Svenskt på menyn 2 (2003)
- Jane Bomb (2003; Aktuell Rapport)
- Köttets lusta (2004; regi av Mike Beck)
- Sexfrossa (2004)
- Frestelsens hus (2005)
- Musbilen (2005)
- Lindas Lust (2006; Max's)
- Svenska sexlekar (2007; Swedish Erotica)